# Den charmerande Tom Jones
Den charmerande Tom Jones (engelska: Tom Jones) är en brittisk historisk dramakomediserie  som hade premiär den 30 april 2023. Den består av fyra avsnitt. Serien är baserad på Henry Fieldings roman Tom Jones. Den sändes i SVT i november 2024.

## Handling
Serien utspelar sig i England under 1700-talet. Den fattige Tom Jones förälskar sig i sin rika och charmiga granne Sophia. Men Sophias farfar, tillika Toms adoptivfar, och en kusin gör vad de kan för att hålla dem åtskilda.

## Rollista i urval
- Solly McLeod – Tom Jones
  - Jacobi Jupe – Tom som ung
- Sophie Wilde – Sophia Western
  - Kimara-Mai Petit – Sophia som ung
- Janine Duvitski – Mrs Wilkins
- Lucy Fallon – Molly Seagrim
- James Fleet – Squire Allworthy
- Dean Lennox Kelly – Black George Seagrim
- Pearl Mackie – Honour Newton
- Felicity Montagu – Bridget Allworthy
- Shirley Henderson – Aunt Western
- Alun Armstrong – Squire Western
- Susannah Fielding – Mrs Waters
- Tamzin Merchant – Harriet
- Julian Rhind-Tutt – Fitzpatrick
- Daniel Rigby – Partridge
- Hannah Waddingham – Lady Bellaston